# Christian Giordano

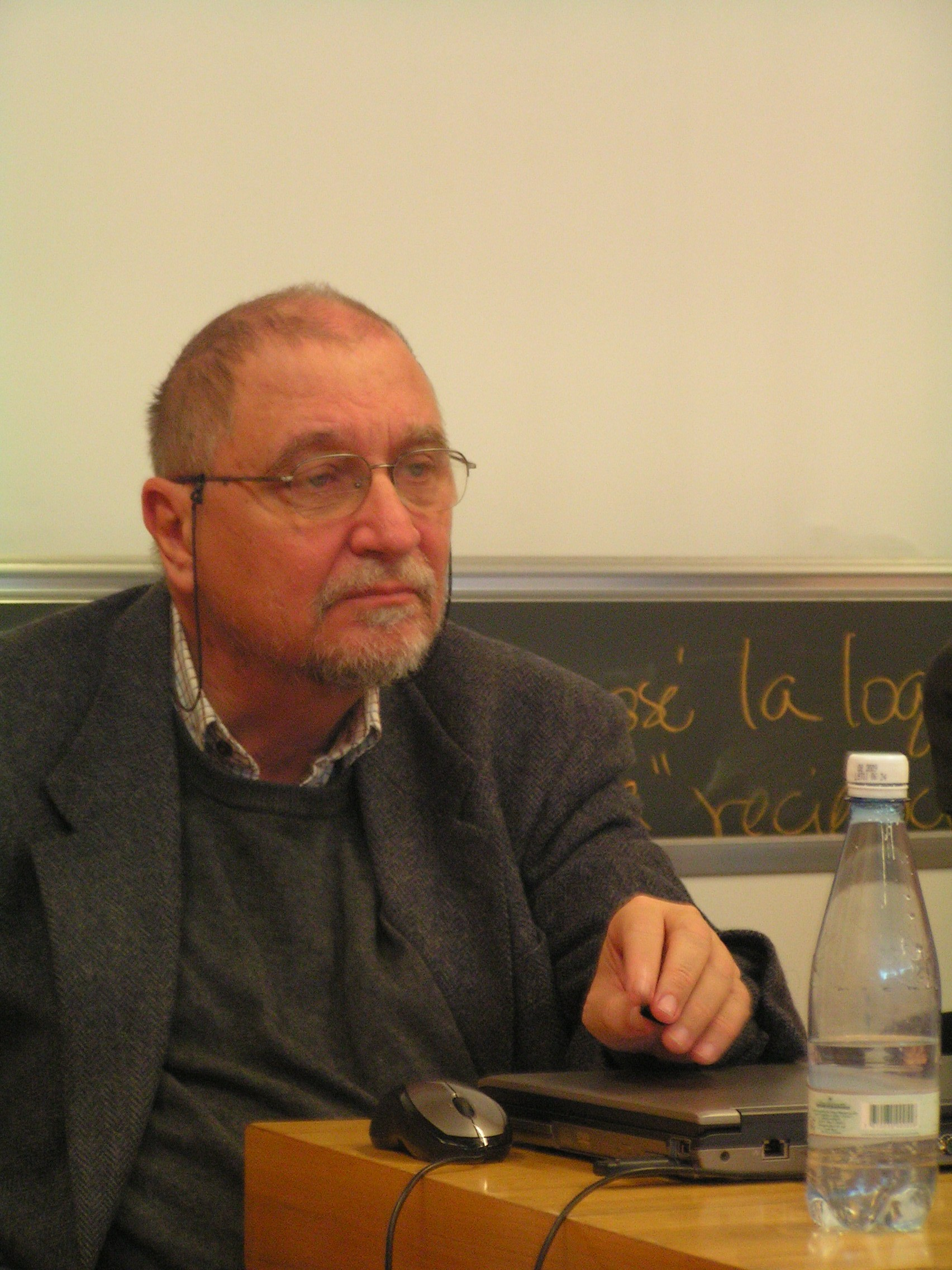
Christian Giordano (2008)

Christian Giordano (* 27. Oktober 1945 in Lugano, Schweiz; † 29. Dezember 2018 in Vilnius, Litauen) war ein Schweizer Sozialwissenschaftler und ab 1989 ordentlicher Professor für Sozialanthropologie an der Universität Freiburg (Schweiz). Er war Dr. h. c. der Universität des Westens Timișoara in Rumänien sowie der Staatlichen Ilia-Universität in Tiflis.

## Leben
Bevor er begann, Soziologie, Ethnologie, Kunstgeschichte und Romanistik an der Universität Heidelberg zu studieren, studierte er zunächst Rechts- und Wirtschaftswissenschaften an der Universität Bern.
1973 wurde er im Fach Soziologie an der Universität Heidelberg mit der Dissertation „Handwerker- und Bauernverbände in der sizilianischen Gesellschaft. Zünfte, Handwerkerkonfraternitäten und Arbeiterhilfsvereine zwischen 1750 und 1890“ promoviert.
1987 habilitierte er sich mit der Venia Kulturanthropologie und Europäische Ethnologie an der Universität Frankfurt am Main mit der Schrift „Die Betrogenen der Geschichte. Überlagerungsmentalität und Überlagerungsrationalität in mediterranen Gesellschaften“. Zu seinen Forschungsschwerpunkten gehörten die politische und ökonomische Anthropologie, Ethnizität, Nationalismus, Staatsbürgerschaft, ländliche Umstrukturierung in Südost- und Mitteleuropa, die politische Kultur im Mittelmeerraum und die Probleme der multikulturellen Koexistenz in Südostasien.
In einem vielbeachteten Aufsatz für die Eidgenössische Kommission gegen Rassismus schlug er zwecks besserer Integration eingewanderter Personen aus fernen Kulturkreisen vor, den Rechtsgrundsatz, dass vor dem Gesetz alle gleich sind, abzuschaffen. Die Alternative wäre ein Rechtspluralismus.
Von Giordano stammte eines der ersten wissenschaftlich fundierten Konzepte für europäische Kulturareale, die er „historische Regionen Europas“ nannte. Giordano starb Ende 2018 im Alter von 73 Jahren.